# Estero Muqueral
Estero Muqueral är ett vattendrag i Chile.   Det ligger i regionen Región del Biobío, i den södra delen av landet, 400 km söder om huvudstaden Santiago de Chile.
Trakten runt Estero Muqueral består i huvudsak av gräsmarker. Runt Estero Muqueral är det ganska glesbefolkat, med 42 invånare per kvadratkilometer.